# El Progreso, Guadalupe Victoria
El Progreso är en ort i Mexiko.   Den ligger i kommunen Guadalupe Victoria och delstaten Puebla, i den sydöstra delen av landet, 190 km öster om huvudstaden Mexico City. El Progreso ligger 2 448 meter över havet och antalet invånare är 751.
Terrängen runt El Progreso är kuperad åt nordost, men åt sydväst är den platt. Runt El Progreso är det ganska tätbefolkat, med 80 invånare per kvadratkilometer. Närmaste större samhälle är Tlanalapan, 15,0 km söder om El Progreso. Omgivningarna runt El Progreso är en mosaik av jordbruksmark och naturlig växtlighet.